# ماثيو سانتورو
ماثيو سانتورو (بالإنجليزية: Mathew Santoro) (من مواليد 16 يوليو 1985) هو صانع محتوى على يوتيوب كندي ويبث محتوى على منصة تويتش ومؤثر.
قام بتجميع أفضل عشر قوائم ومقاطع فيديو "50 حقائق مذهلة" على قناته الرئيسية، اعتباراً من 18 مارس 2023، أصبحت قناة سانتورو تضم أكثر من 6.1 مليون مشترك و1.4 مليار مشاهدة على اليوتيوب.

## الحياة الشخصية
نشأ سانتورو في بلدة ويلاند، أونتاريو وانتقل لاحقاً إلى سانت كاثرينز في أونتاريو. وهو من أصل إيطالي من خلال والده، بينما والدته فرنسية كندية. في مايو 2015، انتقل إلى تورونتو، أونتاريو، وهو من محبي المغني دريك وثقافة الهيب هوب، غالباً ما يشير سانتورو إلى تورونتو باسم "6ix".
في يناير 2016، قام بتحميل مقطع فيديو بعنوان My Abuse Story . تحدث وهو يبكي عن شريكة لم يذكر اسمها، ادعى أنها كانت مُتلاعبة وأجبرته على إبعاد أصدقائه وعائلته لصالحها، كما أنها أساءت إليه نفسيًا وجسديًا أثناء علاقتهما. ادعى صديقه روب جافاغان أن "الشريكة التي لم يذكر اسمها" هي نيكول أربور.
انتقل سانتورو إلى لوس أنجلوس في الأسبوع الأول من يناير 2017 ويمتلك البطاقة الخضراء الأمريكية لكنه يحتفظ بالجنسية الكندية.
في 21 أكتوبر 2017، أصدر سانتورو مقطع فيديو يكشف فيه أنه يعاني من الاكتئاب السريري. لقد قام بعمل العديد من مقاطع الفيديو المحدثة التي تشرح التقدم الذي أحرزه وهو يعمل بشكل أفضل منذ ذلك الحين.
في 27 يوليو 2020، أوضح سانتورو أنه بعد عودته إلى تورونتو، قام شخص ما أو مجموعة ما بسرقة مقطورة من شركة النقل التي كانت تؤوي معظم متعلقاته، ولم يترك له شيئًا سوى ما عاد به إلى تورونتو بنفسه. تم العثور على المقطورة المسروقة في 30 يوليو،  وأعيدت محتوياتها إلى سانتورو في 31 يوليو، على الرغم من أن بعض العناصر لا تزال مفقودة، وتضرر العديد منها.

## حياته العملية
بعد تخرج سانتورو من جامعة بروك بدرجة الماجستير في المحاسبة في عام 2010، أصبح محاسباً. بدأ أيضًا في إنشاء مقاطع فيديو على يوتيوب في ذلك العام، معظمها كانت فيديوهات لمسرحيات هزلية. وفي عام 2012، تم تسريحه من وظيفته المحاسبة. ووصف تلك التجربة في فيديو بعنوان "لقد فقدت وظيفتي اليوم". ثم بدأ بالتركيز على مسيرته المهنية على يوتيوب، وبالتالي بدأ بنشر مقاطع فيديو أسبوعياً. خلال هذا الوقت أيضًا، يتذكر في إحدى المقابلات أنه لاحظ أن مقاطع الفيديو المجمعة للحقائق المبنية على رأيه، مثل قوائمه العشرة الأولى وسلسلة "225 حقائق مذهلة لتفجير عقلك"، تمت مشاهدتها أكثر من مقاطع الفيديو الأخرى الخاصة به. وقد جعله ذلك يبدأ في تحميل هذه الأنواع من مقاطع الفيديو بشكل متكرر. وهو يعتقد أن تكرار تحميل مقاطع الفيديو هذه ساعد في زيادة نسبة مشاهدته من بضعة آلاف فقط لكل مقطع فيديو في الماضي، إلى الملايين التي لديه حاليًا. وهو يعتقد أنه قادر على تحقيق مهنة خارج يوتيوب من خلال الأموال التي يكسبها من عائدات الإعلانات، وهو أكثر مما كسبه كمحاسب. في عام 2016، تم القبض على سانتورو من قبل شخصيات أخرى على يوتيوب وهو يقوم بسرقة فكرية للمحتوى الذي يقدمه، ونتيجة لذلك صرح سانتورو أنه سيستشهد بمصادر في مقاطع الفيديو الخاصة به منذ ذلك الوقت، بما في ذلك إضافة الاستشهادات بأثر رجعي إلى مقاطع الفيديو التي قام بتحميلها بالفعل.
في تغريدة نُشرت في 15 أغسطس 2021، أعلن سانتورو أنه سيترك يوتيوب بعد 10 سنوات من النشاط الفعال، لصالح البث على تويتش وبدأ بتقديم بث لألعاب عديدة اشتهر أكثرها لعبة الرعب ديد باي دايلايت.
وفي ديسمبر 2022، أعلن سانتورو عودته إلى موقع يوتيوب.

### تعاون ملحوظ
كان سانتورو ضيفًا خاصًا في سلسلة سينيماسينس وكانت بعنوان " كل شيء خطأ في...". كما ظهر في فلم العالم السفلي: تطور الذي تم نشره في 10 أكتوبر 2014. تعاون أيضاً مع ماتياس في إنشاء أغنية "The Booty Song" و Barely Policy في الفيديو الخاص بهم "YouTube Complaints 2015". تعاون سانتورو وفي سوس مع ذا موبيتس، وذلك في فيديو بعنوان "ماذا لو تجاوزك الزئبق؟"، والذي كان أول فيديو في مبادرة تعاون بينهم.
تعاون مع ليلي سينغ، وأولغا كاي، وتوبي تورنر، وأرنولد شوارزنيجر، من بين آخرين، في Terminator Genisys: The YouTube Chronicles، وهي سلسلة ترويجية لفيلم ترمنايتور جنيسس، الذي صدر عام 2015.
في يوليو 2018، أصدر سانتورو الحلقة رقم 100 من سلسلة الفيديو "50 حقيقة مذهلة". ولهذه المناسبة، قدم سانتورو كل حقيقة من قبل مستخدم يوتيوب مختلف. ومن بين الذين شاركوا ريت ولينك، وكانوير سينغ، ودايم دروبس، ومات بات، وهانك جرين، وآي جوستين، وفاين براذرز.

## أعمال أخرى
سانتورو هو المضيف لسلسلة الويب "الغذاء للفكر" التابعة لشركة Quest Nutrition. تم عرض الحلقة الأولى بعنوان "10 حقائق مذهلة عن الدجاج" في 28 مايو 2015.
استضاف سانتورو مع يوسف عريقات وسوليداد أوبراين وويل آي إم حدث يوم الأرض العالمي 2015 للمواطن العالمي. وفي 26 سبتمبر 2015، استضاف سانتورو، جنباً إلى جنب مع AsapScience وستيفن كولبيرت وهيو جاكمان، مهرجان المواطن العالمي.
في يونيو 2015، حصل سانتورو على صفقة نشر عالمية من دار بنغون للنشر لكتابه بعنوان MIND=BLOWN "العصف الذهني"، والذي صدر في 9 أغسطس 2016.
تقاعد سانتورو بلقب بيري سكوبر رقم 1 "الأكثر شعبية" في العالم مع أكثر من 177 مليون قلب على تطبيق البث المباشر بيريسكوب في 11 نوفمبر 2015.

## جوائز و ترشيحات
| سنة  | جائزة                        | فئة                                | نتيجة        |
| ---- | ---------------------------- | ---------------------------------- | ------------ |
| 2015 | جائزة شورتيالسنوية السابعة   | نجم يوتيوب لهذه السنة مقدمة من A&E | ترشَّح.        |
| 2015 | جوائز ستريمي السنوية الخامسة | الاختراق الخالق                    | حقق الجائزة. |

## روابط خارجية
- قناة ماثيو سانتورو على اليوتيوب
- قناة ماثيو سانتورو "فلوق" على موقع يوتيوب
- ماثيو سانتورو في قاعدة بيانات الأفلام على الإنترنت